# 金雀儿属
金雀儿属（学名：Cytisus）是蝶形花科下的一个属，为矮小港灌木或少有为小乔木植物。该属共有约50种，分布于欧洲、北非和西亚。